# Crime, histoire & sociétés
Crime, histoire & sociétés est une revue scientifique issue de l'International Association for the History of Crime and Criminal Justice, fondée en 1978.
Elle a participé à la transformation de ces trente dernières années qu'ont connu les travaux historiques sur les institutions pénales, la police, la justice, les peines et la criminalité. En effet, faire l'histoire du crime revient désormais à s'interroger sur la définition socialement acceptée de l'ordre et du désordre, la légitimité des structures et des moyens du maintien de l'ordre, la capacité à intégrer de nouveaux groupes sociaux ou les attentes des populations face à la justice.[réf. souhaitée]
Crime, Histoire et Sociétés est une revue en libre accès accessible sur le portail OpenEdition Journals, avec une barrière mobile de trois ans. 